# カガノミハチ
カガノ ミハチは、日本の男性漫画家。『ウルトラジャンプ』（集英社）にて『アド・アストラ -スキピオとハンニバル-』を連載。

## 作品リスト

### 連載
- アド・アストラ -スキピオとハンニバル-（『ウルトラジャンプ』2011年4月号 - 2018年2月号、集英社、全13巻)

## アシスタント
- 高橋寛行